# 朱馬里·賽雅頌
朱马里·赛雅颂（寮語： Choummaly Sayasone，1936年3月6日—），老撾政治人物。曾任老撾人民革命黨中央委員會總書記及老撾人民民主共和國主席。

## 生平
1986年当选中央政治局候补委员、中央书记处书记、政治局委员。1991年8月被任命为国防部长，1998年2月任副总理兼国防部长，2001年3月当选老挝国家副主席。
2006年3月21日，朱马里在老撾人民革命黨第八次代表大會中當選為總書記兼任中央国防与治安委员会主席，成为老挝的党和国家最高领导人。至6月8日，朱马里接替坎代·西潘敦，擔任國家主席一職。2011年3月21日，朱马里已在老挝人民革命党第九次全国代表大会上再次当选为老挝人民革命党中央委员会总书记，直到2016年去职。
2021年4月4日，朱马里及其部分亲友乘坐的一艘客船因遭遇大风在老挝万象省南俄湖景区沉没，朱马里本人及其三名子女获救。